# Florence Rena Sabin
Florence Rena Sabin (9 de novembro de 1871 - 3 de outubro de 1953), foi uma cientista médica norte-americana. Ela foi a pioneira das mulheres na ciência, sendo a primeira mulher a ocupar uma cadeira na Universidade Johns Hopkins de Medicina, a primeira mulher eleita para a Academia Nacional de Ciências, e a primeira mulher a chefiar um departamento no Instituto Rockefeller de Pesquisa Médica. Em seus anos de aposentadoria, ela buscou uma segunda carreira como um ativista de saúde pública no Colorado, e em 1951 recebeu o Prêmio Lasker para este trabalho . 

## Infância e juventude
Florence Rena Sabin nascem em 9 de novembro de 1871 em Central City, Colorado. Filha de  Serena Sabin de uma professora e de um engenheiro de minas, George K. Sabin. Após a morte de sua mãe, aos sete anos de idade, Florence e sua irmã (Mary) foram morar com o tio Albert, em Chicago, e posteriormente se mudarem para Vermont com seus avós paternos.
Ao longo de sua infância, Sabin tinha intenções de se tornar uma pianista, no entanto, ela nunca teve talento para música o que a fez mudar de foco para a ciência durante o ensino médio.

## Formação acadêmica
Sabin recebeu seu diploma de bacharel do Smith College em 1893. Por dois anos, ela ensinou matemática no ensino médio em Denver, e depois ensinou por um ano zoologia no Smith College, como forma de financiar seu primeiro ano de pós-graduação.
Em 1896, Sabin se matriculou na Escola de Medicina da Universidade Johns Hopkins como uma das 14 mulheres de sua turma. A escola abriu em 1893 e desde o início aceitou homens e mulheres por causa de um antigo doador que exigiu a admissão de alunas.
Enquanto estudava na Hopkins, as habilidades observacionais de Sabin e a perseverança no laboratório chamaram a atenção do anatomista Franklin P. Mall. Mall inspirou Sabin ajudando a estreitar seu foco em dois projetos bem considerados pelos cientistas e fundamentais para sua futura pesquisa e, conseqüente, seu legado. O primeiro projeto foi produzir um modelo tridimensional do tronco encefálico de um bebê recém-nascido, que se tornou o foco do livro didático: Um Atlas da Medula e Mesencéfalo (1901). O segundo projeto envolveu o desenvolvimento embriológico do sistema linfático, que afirmava que o sistema linfático é formado a partir dos vasos sanguíneos do embrião e não de outros tecidos.
Sabin se formou na Escola de Medicina da Universidade Johns Hopkins em 1900. 

## Vida profissional

### Johns Hopkins School of Medicine (1902 - 1925)
Após a formatura, Sabin fez um estágio no Johns Hopkins Hospital sob orientação do médico Sir William Osler. Após o estágio de um ano com Osler, ela ganhou uma bolsa de pesquisa no Departamento de Anatomia da Johns Hopkins School of Medicine, onde continuou a trabalhar com Mall. Pouco tempo depois, uma bolsa do Departamento de Anatomia da Johns Hopkins foi criada para ela.
Em 1902, ela começou a ensinar no Departamento de Anatomia da Johns Hopkins. Em 1905, ela foi promovida a professora associada e finalmente nomeada professora de embriologia e histologia em junho de 1917, a primeira mulher a se tornar professora titular em uma faculdade de medicina.
Em 1921, Sabin foi nomeada a primeira mulher presidente da American Association of Anatomists. Ela continuou sua pesquisa sobre as origens do sangue, vasos sanguíneos, células sanguíneas, a histologia do cérebro e a patologia e imunologia da tuberculose em Hopkins. Em 1924, o trabalho de Sabin sobre as origens dos vasos sanguíneos lhe garantiu a adesão à Academia Nacional de Ciências. 
Em 1925, Sabin deixou a Johns Hopkins após concluir sua pesquisa em meio à discriminação institucional e seu desejo de pesquisar em tempo integral.

### Rockefeller Institute for Medical Research (1925-1938)
Em setembro de 1925, tornou-se chefe do Departamento de Estudos Celulares do Rockefeller Institute for Medical Research, na cidade de Nova York. Sua pesquisa se concentrou no sistema linfático, vasos sanguíneos e células e tuberculose.
Em 1925, ela foi eleita para a Academia Nacional de Ciências. Ela foi a primeira mulher a se tornar membro deste prestigioso grupo e permaneceria como a única mulher do sexo feminino pelos próximos 20 anos. 
Em 1926, ela se juntou ao comitê de pesquisa da Associação Nacional de Tuberculose. O objetivo do comitê era consolidar toda a pesquisa sobre tuberculose, com a esperança de controlar a doença de forma proativa. [8] Sabin dedicou sua pesquisa às células imunológicas, monócitos em particular, que se desenvolvem em outras células. Sabin passou seus últimos anos no instituto determinando os efeitos impostos por substâncias estranhas e sua conseqüente formação de anticorpos.
Em 1938, Sabin deixou sua posição no Instituto Rockefeller e voltou para o Colorado para a aposentadoria.

## Últimos anos e legado
Após seis anos de aposentadoria tranquila, Sabin aceitou o pedido do governador do Colorado, John Vivian, para presidir um subcomitê de saúde a partir de 1944. Ela apresentou suas descobertas afirmando que o estado estava "atrasado em relação à saúde pública" em uma carta ao governador em abril de 1945. Sabendo que a legislação de saúde havia sido rejeitada consistentemente no passado devido a políticos desinteressados, ela foi implacável em sua demanda por reformas.
Enquanto ela estava no seu início dos anos setenta, Sabin se recusou a deixar uma tempestade de neve impedi-la de fazer um discurso em defesa de sua causa, apesar das preocupações de viagens durante tempestades. Começando com esse discurso, Sabin trabalhou para que os políticos que se opunham à reforma da saúde fossem derrotados por aqueles que a apoiam. Esses esforços resultaram na aprovação de um conjunto de leis em seu nome. As “Leis Sanitárias de Sabin” modernizaram a saúde pública no Colorado ao fornecer mais leitos hospitalares para tratar a tuberculose, resultando em reduções significativas nos casos.
Em um discurso para o Illinois Statewide Health Committee em 1947, Sabin disse que ela foi escolhida como presidente da comissão porque o governador não tinha interesse em saúde pública e nomeou “uma velha senhora” porque ele não achava que ela seria capaz de realizar qualquer coisa.  Em 1948 ela se tornou gerente de saúde e instituições de caridade para Denver, doando seu salário nos próximos três anos para pesquisa médica.
Em 1951, Sabin se aposentou pela segunda e última vez, continuando a defender questões de saúde pública. A vida de serviço de Sabin fez com que o Departamento de Medicina da Universidade do Colorado a homenageasse, nomeando seu edifício como Florence R. Sabin Building for Research in Cellular Biology.
Sabin morreu de um ataque cardíaco em 3 de outubro de 1953 (ela tinha 81 anos). Ela foi cremada e suas cinzas foram enterradas no Mausoléu Fairmount no Cemitério Fairmount em Denver, Colorado.
Em 1959, o estado do Colorado doou uma estátua de Sabin para a National Statuary Hall Collection. Em 1973, Sabin foi incluída no Hall da Fama da Mulher Nacional,] Em 2005, a Faculdade de Medicina da Universidade Johns Hopkins nomeou uma de suas quatro faculdades homenageando o legado de Sabin.

## Projetos de Pesquisa e publicações
Nos arquivos do Johns Hopkins Medical Institutes, a coleção de documentos e registros médicos de Sabin, de 1903 a 1941, é armazenada e alguns até liberados mediante solicitação. A Sophia Smith Collection no Smith College possui muitos dos artigos do Dr. Sabin. Outras coleções estão localizadas na Biblioteca da Sociedade Filosófica Americana, na Filadélfia, na Faculdade de Medicina da Universidade do Colorado, na Divisão de Museus da Sociedade Histórica do Colorado, no Instituto Rockefeller e nos Papéis de Alan Mason Chesney, da Universidade Johns Hopkins.